# Euclid and his Modern Rivals
Euclid and his Modern Rivals (Em português, Euclides e seus rivais modernos) é um trabalho matemático realizado pelo matemático Inglês Lewis Carroll (1832-1898), publicado em 1879 sob o seu verdadeiro nome de Charles Lutwidge Dodgson.
Ele considera que o trabalho teórico de uma série de matemáticos contemporâneos, demonstrando como cada um por sua vez, é ou inferior ou funcionalmente idêntico ao de Euclides.
Esgotado há muito tempo, este título foi recentemente sendo reeditado pela Cambridge University Press, no âmbito da série Coleção Biblioteca de Cambridge.
Nele, o autor usa como apoio didático o livro de geometria de Euclides Os Elementos como o livro de geometria que deveria existir nas escolas, contra livros modernos de geometria que foram substituí-lo.
A seguinte citação do prefácio deste livro foi usado na primeira logomarca oficial da Wikipédia, que foi mantida em uso durante oito meses, durante o ano de 2001:
Citação: In one respect this book is an experiment, and may chance to prove a failure: I mean that I have not thought it necessary to maintain throughout the gravity of style which scientific writers usually affect, and which has somehow come to be regarded as an ‘inseparable accident’ of scientific teaching. I never could quite see the reasonableness of this immemorial law: subjects there are, no doubt, which are in their essence too serious to admit of any lightness of treatment—but I cannot recognise Geometry as one of them. Nevertheless it will, I trust, be found that I have permitted myself a glimpse of the comic side of things only at fitting seasons, when the tired reader might well crave a moment’s breathing-space, and not on any occasion where it could endanger the continuity of the line of argument. escreveu: «Lewis Carroll»
Em português, uma tradução correspondente a citação acima seria:
Citação: Em um aspecto, este livro é uma experiência, e tenta provar um erro: Quero dizer que eu não considero que é necessário mantê-lo ao longo da mesma gravidade de estilo que os escritores científicos geralmente usam, e que de alguma forma passou a ser visto como um acidente inseparável do ensinamento científico. Eu nunca conseguia ver a razoabilidade desta lei imemorial: há questões que são de fato muito graves, essencialmente, a admitir qualquer tratamento leve, mas não posso reconhecer a geometria como um deles. Contudo, espero, que sejam encontrados para ter o que me permitiu vislumbrar o lado cômico das coisas somente em momentos apropriados, quando o leitor cansado deseja ter uma trégua e não em qualquer ocasião onde possa comprometer a continuidade da linha de argumentação. escreveu: «Lewis Carroll»